# Giora Epstein

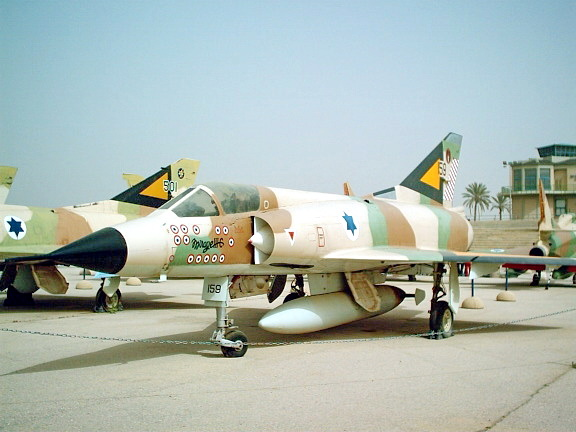
Shahak #59 con el que Giora Epstein consiguió una victoria, actualmente en el Museo de la Fuerza Aérea Israelí.

Giora Epstein, también conocido como Giora Even (en hebreo: גיורא אפשטיין‎; Negba, 20 de mayo de 1938-Ramat Hasharon, 19 de julio de 2025), fue un militar y piloto de caza israelí. Activo en la Fuerza Aérea Israelí entre 1963 y 1997, es considerado tanto el primer as de la aviación militar israelí como el «as de ases» mundial en cazas a reacción. Epstein consiguió un total de 17 victorias aéreas, todas con cazas modelo IAI Nesher y Mirage III. 

## Biografía
Giora Epstein nació en mayo de 1938 a las 5 de la madrugada en el kibutz de Negba, en el seno de una familia campesina. Ya desde pequeño se interesó por el mundo de la aviación, acudiendo a observar los aviones que operaban desde una base militar cercana a Negba y por la lectura de biografías de ases de guerra británicos. El vínculo del joven Epstein empezó en 1956, cuando a la edad de 18 años fue llamado al servicio militar y trató del ingresar en la escuela de vuelo. Pronto vería su deseo frustrado por problemas de tipo médico. Fue alistado en el ejército en el cuerpo de paracaidismo, logrando el título de instructor, hasta que finalizó su servicio militar obligatorio en 1959. 
Tras el servicio militar obligatorio, regresó a su vida anterior en el kibutz, a la que no logró readaptarse. Decidió quedarse como paracaidista en el ejército, llegando a participar en 1962 en el mundial de caída libre celebrado en Estados Unidos. Antes de viajar fuera de Israel para acudir a dicho mundial, cambió su nombre a requerimiento del reglamento de la Fuerza Aérea Israelí, eligiendo como nuevo apellido Even ('piedra' en hebreo). 
Un año más tarde, en 1963, después de intentarlo varias veces, el alto mando militar le permitió ingresar en la escuela de vuelo, finalizando su formación el 22 de marzo de 1965 como el número uno de la promoción. A pesar de dicho logro, fue destinado a volar helicópteros, ya que el tribunal médico no estaba muy convencido de sus capacidades físicas para convertirse en piloto de caza. Pero Epstein decidió ir más allá y, mientras servía como piloto de helicópteros, envió su análisis a un médico estadounidense de la Fuerza Aérea de los Estados Unidos (USAF). Dicho médico envió un contraanálisis favorable, con el que Epstein se dirigió hasta la oficina del jefe de la Fuerza Aérea (y posteriormente presidente de Israel) Ezer Weizman y, consciente de que estaba poniendo en peligro su carrera como militar, le dijo:

Me quedaré sentado en su oficina hasta que me envíe a la escuela de cazas.
Declaración de Giora Epstein#GGC11C

Tras deliberar lo que le había pedido Giora Epstein, y una vez analizado el contraanálisis del médico de la USAF, Ezer Weizman le llamó a su despacho:

Tú, coge todas tus cosas y vete al OTU de cazas. Y no te quiero oír otra palabra.
Respuesta de Ezer Weizman#GGC11C

Tras siete años de entrenamiento, logró que fuese destinado al escuadrón 113 OTU (acrónimo en inglés de Operative Training Unit, 'Unidad de Entrenamiento Operativo') donde demostró su valía como piloto de caza volando en aviones Dassault MD 450 Ouragan. 
Una vez finalizado su entrenamiento de caza y ataque con el escuadrón 113, fue enviado a su primer destino operativo: el 105.º escuadrón en la base de Hatzor volando el Dassault Super Mystère. Un año más tarde realizaría el curso de conversión al Mirage IIIC, conocido en Israel como el sobrenombre de Shahak, en el 119.º escuadrón basado en Tel-nof.

## Victorias aéreas

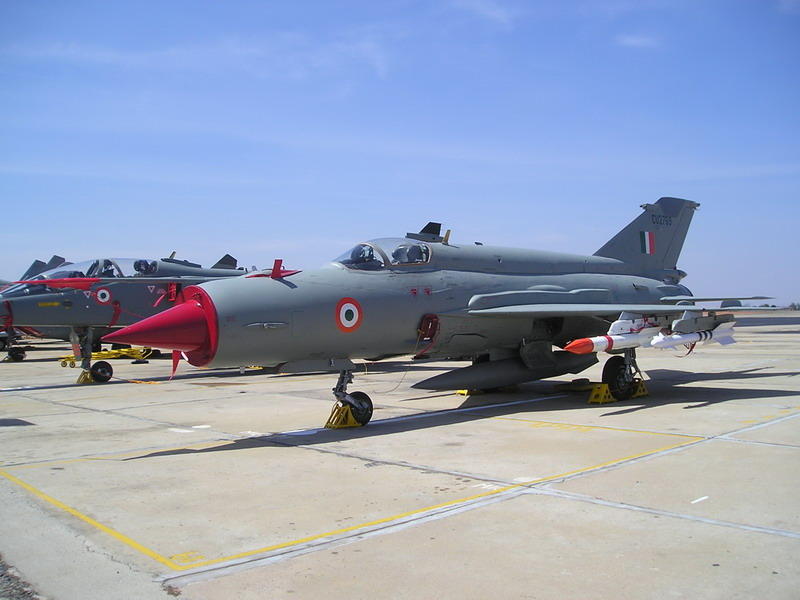
El Mikoyan-Gurevich MiG-21, fue el tipo de aeronave que más veces derribó Giora Epstein, con un total de nueve unidades.

Epstein logró un total de diecisiete aeronaves derribadas y confirmadas. Epstein derribó nueve aviones enemigos pilotando el Dassault Mirage III (Shahak en la denominación israelí) y ocho mientras pilotó el IAI Nesher, una versión israelí del Mirage V.
Epstein derribó un avión en la guerra de los Seis Días (1967), cuatro aviones durante la guerra de Desgaste (1967-1971) y doce aviones durante la guerra de Yom Kipur (1973). Entre sus hazañas está la de lograr derribar cuatro aviones en un solo día, logrando la hazaña en dos días diferentes. Todas las aeronaves que Giora derribó formaban parte de la Fuerza Aérea Egipcia, las cuales son: 
| Fecha                    | Aeronave derribada              | País   | Avión        | Número    | Arma utilizada    |
| ------------------------ | ------------------------------- | ------ | ------------ | --------- | ----------------- |
| 6 de junio de 1967       | Sujói Su-7 Fitter               | Egipto | Mirage IIICJ | Shahak 56 | Cañón             |
| 20 de julio de 1969      | Mikoyan-Gurevich MiG-17 Fresco  | Egipto | Mirage IIICJ | Shahak 82 | Cañón             |
| 11 de septiembre de 1969 | Sujói Su-7 Fitter               | Egipto | Mirage IIICJ | Shahak 59 | Cañón             |
| 25 de marzo de 1970      | Mikoyan-Gurevich MiG-21 Fishbed | Egipto | Mirage IIICJ | Shahak 77 | Cañón             |
| 25 de marzo de 1970      | Mikoyan-Gurevich MiG-21 Fishbed | Egipto | Mirage IIICJ | Shahak 77 | Cañón             |
| 18 de octubre de 1973    | Mil Mi-8 Hip                    | Egipto | Mirage IIICJ | Shahak 11 | Cañón             |
| 19 de octubre de 1973    | Sujói Su-7 Fitter               | Egipto | IAI Nesher   | Nesher 61 | Cañón             |
| 19 de octubre de 1973    | Sujói Su-7 Fitter               | Egipto | IAI Nesher   | Nesher 61 | Shafrir 2         |
| 19 de octubre de 1973    | Sujói Su-20 Fitter              | Egipto | IAI Nesher   | Nesher 61 | Cañón             |
| 19 de octubre de 1973    | Sujói Su-20 Fitter              | Egipto | IAI Nesher   | Nesher 61 | Shafrir 2         |
| 20 de octubre de 1973    | Mikoyan-Gurevich MiG-21 Fishbed | Egipto | IAI Nesher   | Nesher 61 | Cañón             |
| 20 de octubre de 1973    | Mikoyan-Gurevich MiG-21 Fishbed | Egipto | IAI Nesher   | Nesher 61 | Cañón             |
| 20 de octubre de 1973    | Mikoyan-Gurevich MiG-21 Fishbed | Egipto | IAI Nesher   | Nesher 61 | Cañón             |
| 20 de octubre de 1973    | Mikoyan-Gurevich MiG-21 Fishbed | Egipto | IAI Nesher   | Nesher 61 | Shafrir 2         |
| 24 de octubre de 1973    | Mikoyan-Gurevich MiG-21 Fishbed | Egipto | Mirage IIIBJ | Shahak 86 | Cañón             |
| 24 de octubre de 1973    | Mikoyan-Gurevich MiG-21 Fishbed | Egipto | Mirage IIIBJ | Shahak 86 | AIM-9D Sidewinder |
| 24 de octubre de 1973    | Mikoyan-Gurevich MiG-21 Fishbed | Egipto | Mirage IIIBJ | Shahak 86 | AIM-9D Sidewinder |

### Victorias en la guerra de los Seis Días
La primera victoria aérea la logró durante la guerra de los Seis Días. El 5 de junio de 1967 empezó la guerra, cuando Epstein era aún un piloto novato, razón por la cual su papel al inicio de la guerra era el de gregario. En un principio no participó en los dos primeros ataques de la Operación Foco, siendo destinándo como primeras misiones a las coberturas de alerta aérea desde la base de Hatzor. Su primera intervención en guerra llegaría en la tercera oleada, volando como punto dos de una formación de cuatro aviones atacando el Aeropuerto Internacional de El Cairo. 
El 6 de junio de 1967; llegó su primera victoria aérea. Despegó en misión de scramble junto al que había sido su maestro en el escuadrón 113 OTU, el Mayor Amos Lapidot, con el objetivo de interceptar una formación de aviones Sujói Su-7 Fitter egipcios sobre el norte de la península del Sinaí y los Altos del Golán. Tras una dura persecución a baja cota, logró derribar uno de los Su-7 con el cañón
Después de la guerra de los Seis Días Epstein fue ascendido a jefe de escuadrón.

### Victorias en la guerra de Desgaste
Giora Epstein participó en la guerra de Desgaste librada entre Egipto e Israel entre los años 1969 y 1970. Su segunda victoria la lograría derribando un Mikoyan-Gurevich MiG-17 el 20 de julio de 1969, mientras que la tercera victoria fue sobre un Sujói Su-7 Fitter el 11 de septiembre del mismo año. 
En el mes de marzo de 1970 pasa a formar parte del denominado Escuadrón 101, una formación de élite formada por pilotos que realizaban combates programados y planificados. Formando parte del Escuadrón 101 lograría su cuarta y quinta victorias, derribando dos aviones Mikoyan-Gurevich MiG-21 Fishbed durante una misión de emboscada en la que imitaban el vuelo de los aviones de ataque McDonnell Douglas F-4 Phantom II.
Tras la guerra de Desgaste llevaba ya acumuladas cinco victorias, las mínimas para ser considerado un as de la aviación.

### Victorias en la guerra de Yom Kipur
Durante la guerra de Yom Kipur, Epstein se consagraría como el mayor as de la aviación de los cazas a reacción, logrando un total de 12 derribos. Al comenzar la guerra el 6 de octubre de 1973, el Comandante Giora Epstein abandonó la sección de planeamiento de la división de operaciones de la Fuerza Aérea Israelí para volcarse en las operaciones de combate junto al Escuadrón 101. 
Su primera victoria la lograría tras derribar un helicóptero Mil Mi-8 egipcio el 18 de octubre de 1973 que estaba bombardeando posiciones del ejército israelí con napalm. Posteriormente durante la guerra, Epstein formaría una relación personal con el avión de caza IAI Nesher 61 (número 561), una aeronave del 113 escuadrón con la que lograría sus siguientes victorias. Bajo los mandos de dicha aeronave lograría un total de ocho victorias en un periodo de 26 horas, derribando 2 Sujói Su-7, dos Sujói Su-20 el 19 de octubre de 1973 y cuatro Mikoyan-Gurevich MiG-21 al día siguiente. Lograría sus tres últimas victoria aéreas sobre tres MiG-21 el 24 de octubre de 1973, minutos antes del alto el fuego entre Egipto e Israel.

## Carrera posterior
Como reconocimiento a su valentía y su labor durante el conflicto, el estado mayor de la Fuerza Aérea Israelí le otorgó la Condecoración al mérito. El 15 de agosto de 1974 fue designado jefe del escuadrón 117, basado en Ramat-David, donde permanecería durante tres años, hasta que finalmente, el 24 de julio de 1977 se retiró del servicio activo de la Fuerza Aérea cambiando los mandos de los Shahak y Nesher por los mandos más cómodos de las aeronaves comerciales de la aerolínea comercial israelí El-Al.
De todos modos, la relación de Epstein con la vida castrense no terminó aquí, ya que continuó ligado a la fuerza aérea volando como reservista y, en 1981, fue designado jefe de uno de los escuadrones de Shahak de reserva, desde donde dirigió a sus pilotos durante la Guerra del Líbano en el año 1982 en sencillas misiones de patrulla de combate aéreo (CAP) sin lograr ningún derribo, debido a que el grueso de las operaciones las realizaban los recién llegados McDonnell Douglas F-15 Eagle y Lockheed Martin F-16 Fighting Falcon. A finales del año 1982 los Shahak fueron finalmente retirados, y Epstein realizó la transición a los cazas IAI Kfir. A principios del año 1988 con 50 años de edad, el teniente coronel Giora Epstein realizó el curso de transición a los cazas F-16 Fighting Falcon. Fue ascendido al empleo de coronel el 15 de agosto de 1991 como reconocimiento por su exitosa carrera.
Epstein continuó volando cazas como reservista hasta el 20 de mayo de 1997, cuando definitivamente dejó de volar para la Fuerza Aérea Israelí.